# Весел Цанков
Весел Цанков е български писател-хуморист и сатирик.

## Биография
Весел Цанков е роден на 27 юли 1963 г. в София.
От 1991 г. работи в редакция „Хумор и сатира“ към програма „Христо Ботев“ на Българското национално радио като редактор, отговорен редактор (от 2002 г.), продуцент на направление „Култура“ (от 2007 г.), продуцент на направление „Сутрешни предавания“ (от 2013 г.), заместник главен редактор „Драматургични форми, вечерни и съботно-неделни предавания“ (от 2017 г.), отговорен редактор на редакция "Хумор и сатира" (от 2020 г.)
Весел Цанков е автор на множество фейлетони, скечове и разкази, публикувани в периодичния печат.

## Произведения

### Книги
- 2012 – „Спасяването на африканските диаманти“. Роман за Професора, 11-годишно момче, което говори с животните, сътрудник на Специалния отдел за предотвратяване и преодоляване на кризи. Издателство „Егмонт България“.[1]
- 2012 – „Голямото БУМ!“. Още едно приключение на Професора, в което той спасява света.
- 2011 – „Коледната песен на местния идиот“. Отново се срещаме с героите от романа „Блогът на местния идиот“, но този път най-важна е ролята на звездочелото прасенце Вихрогон.
- 2011 – „Блогът на местния идиот“. Уникален документ на една кретения. Издателство СИЕЛА.
- 2009 – „Да не бъдем кльощави. 55 изпитани рецепти“. Сборник с рецепти за стомаха и душата.
- 2008 – „Пиксел“. Фантастичен роман, киберпънк.
- 1998 – „Йо-хо-хо и бутилка бром“. Хумористични разкази.
- 1991 – „Учение и труд, жизнерадост и дръзновение“. Пародии.
- 1990 – „Книга без заглавие“ (половината фейлетони са на Ивайло Диманов). Фейлетони.
- Участва в сборниците „Смях по Balgarski“ (2007, хумористични разкази) и „Ръкавичка със седем средни пръста“ (1997, хумористични разкази и стихотворения).

### Спектакли и пиеси за сцена
- 2012 – „Феята на изгубените котки“ – куклена пиеса.
- 2012/2015 – „Какво става?“ – моноспектакъл на Георги Мамалев, клуб „Студио 5“.
- 2002/2012 – „Разбираш ли ме правилно?“ – моноспектакъл на Георги Мамалев, театър „Сълза и смях“.
- 2001 – „Просто така трябва“ – радиопиеса.
- 1999 – „Две бучки лед“ – радиопиеса.

### Спектакли, шоупрограми и филми за телевизия
- 2005/2007 – „Свободно с Мамалев“ – хумористично шоу на Георги Мамалев, Военен телевизионен канал. Други сценаристи – Кръстьо Кръстев, Йордан Попов, Михаил Вешим, Иво Кръстев. Режисьор Живко Ботев.
- 2005 – „Апартамент под наем“ – 15-серийна комедия, телевизия „7 дни“. Участват Любомир Фърков, Даниела Горанова, Пламен Сираков, Пепа Николова, Веселин Цанев и др.
- 2004 – „Тесни обувки“ – 7-серийна комедия, телевизия „7 дни“. Участват Любомир Фърков, Даниела Горанова, Пламен Сираков, Диян Манчев и др.
- 1996/2004 – „Клуб НЛО“ – сатирично телевизионно шоу, Канал 1 на БНТ. Други сценаристи – Любомир Пеевски, Димитър Бежански, Михаил Вешим, Виктор Самуилов, Валери Какачев и други. Артисти – Георги Мамалев, Велко Кънев, Павел Попандов, Антон Радичев, Петър Попйорданов, Мария Сапунджиева, Димитър Рачков и др. Режисьори – Боряна Пунчева и Илиян Симеонов.
- 1993 – „Голямото вълшебно пътуване“ (заедно с Кръстьо Кръстев) – телевизионен спектакъл, Канал 1 на БНТ. Участват Искра Радева, Пламен Сираков, Коста Цонев, Стефан Мавродиев. Режисьор Павел Павлов.

### Сценарий за филм
- 2021 – „Чичо Коледа“ (заедно с Ивайло Пенчев и Божан Петров) – кинокомедия. Режисьор Ивайло Пенчев.
- 2020 – „Като за последно“ (заедно с Ивайло Пенчев и Божан Петров) – кинокомедия. Режисьор Ивайло Пенчев.
- 2016 – „Летовници“ (заедно с Ивайло Пенчев и Божан Петров) – кинокомедия. Режисьор Ивайло Пенчев.